# 河镇彝族苗族乡
河镇彝族苗族乡是中华人民共和国贵州省毕节市赫章县下辖的一个民族乡。

## 行政区划
河镇彝族苗族乡下辖以下村级行政区划单位：
法冲村、舍虎村、以则村、发达村、油房村、河边村、发开村、板底村、四方村、红房村、新营村、双乐村、双河村、海雀村、河坝村、花坭村、龙塘村、老街村、新寨村和恒底村。